# I Was Made for Dancing
I Was Made for Dancing è il secondo singolo della pornostar ungherese Ilona Staller, pubblicato nel 1979 come primo estratto dall'album Ilona Staller.

## Descrizione
La titletrack è una cover del brano I Was Made for Dancin', pubblicato da Leif Garrett nel 1977 come singolo l'anno precedente, divenendo la sua hit più celebre. Il retro del 7", Più su sempre più su, è un brano composto appositamente per Ilona Staller e appare anche nella colonna sonora del film Cicciolina amore mio, presente nella ristampa della stessa, pubblicata dalla Beat Records in CD nel 2013. Il retro del 12" è una cover di Save the Last Dance for Me, portata al successo da The Drifters nel 1960.
Il singolo, primo estratto dall'album omonimo di Ilona Staller del 1979, venne pubblicato in due edizioni: in singolo 7", di cui esiste anche una rara versione promo su etichetta RCA Victor, e in 12" mix in vinile rosso promo per discoteche. Le due tracce contenute nel 12" sono state incluse come tracce bonus nell'edizione in CD dell'album Ilona Staller, pubblicata da Sequel Records/Castle Music in CD nel 2000.

## Tracce
7"
1. I Was Made for Dancing – 3:15 (Michael Lloyd)
2. Più su sempre più su – 3:50 (Lucio Macchiarella, Olimpio Petrossi, Piero Darini)

Durata totale: 7:05
12"
1. I Was Made for Dancing (Michael Lloyd)
2. Save The Last Dance for Me - Lascia l'ultimo ballo per me (Doc Pomus, Mort Shuman)

## Edizioni
- 1979 - I Was Made for Dancing/Più su sempre più su (RCA Italiana, PB 6323, 7")
- 1979 - I Was Made for Dancing/Più su sempre più su (RCA Victor, PB 6323, 7" promo)
- 1979 - I was made for Dancing/Save The Last Dance for Me - Lascia l'ultimo ballo per me (RCA Italiana, PD 6327, 12")